# African Journal of Traditional, Complementary and Alternative Medicines
L'African Journal of Traditional, Complementary and Alternative Medicines est une revue médicale en libre accès à comité de lecture couvrant la recherche sur les plantes médicinales, la médecine traditionnelle, la médecine alternative complémentaire et les technologies alimentaires et agricoles. Il est inclus sur la liste de Jeffrey Beall des « revues savantes en libre accès prédatrices potentielles, possibles ou probables. »

## Résumé et indexation
Le journal est résumé et indexé dans :
- Current Contents - Médecine clinique [2]
- Index Medicus/MEDLINE / PubMed [3]
- Science Citation Index
- Scopus [4].

Selon le Journal Citation Reports, la revue a un facteur d'impact 2015 de 0,506.